# Gallipoli Calcio 2005-2006
Questa voce raccoglie le informazioni riguardanti il Gallipoli Calcio nelle competizioni ufficiali della stagione 2005-2006.

## Rosa
| N. |                      | Ruolo | Calciatore            |
| -- | -------------------- | ----- | --------------------- |
|    | Argentina (bandiera) | C     | Vincenzo Russo        |
|    | Italia (bandiera)    | C     | Alessandro Carrozza   |
|    | Italia (bandiera)    | C     | Giuseppe Casisa       |
|    | Argentina (bandiera) | A     | José Ignacio Castillo |
|    | Italia (bandiera)    | D     | Federico Cavola       |
|    | Italia (bandiera)    | C     | Vincenzo Niola        |
|    | Italia (bandiera)    | A     | Pietro Clemente       |
|    | Italia (bandiera)    | C     | Vincenzo Di Miceli    |
|    | Italia (bandiera)    | C     | Ulisse Di Pietro      |
|    | Italia (bandiera)    | D     | Andrea Di Salvatore   |
|    | Italia (bandiera)    | C     | Francesco Esposito    |
|    | Italia (bandiera)    | A     | Luciano Gallo         |
|    | Italia (bandiera)    | C     | Alfonso Iennaco       |

| N. |                      | Ruolo | Calciatore         |
| -- | -------------------- | ----- | ------------------ |
|    | Italia (bandiera)    | A     | Riccardo Innocenti |
|    | Italia (bandiera)    | P     | Silvio Lafuenti    |
|    | Svizzera (bandiera)  | D     | Riccardo Mele      |
|    | Italia (bandiera)    | D     | Antonio Minadeo    |
|    | Italia (bandiera)    | D     | Emanuele Musca     |
|    | Italia (bandiera)    | P     | Massimo Negro      |
|    | Italia (bandiera)    | D     | Alessandro Nigro   |
|    | Italia (bandiera)    | A     | Giuseppe Pagana    |
|    | Italia (bandiera)    | P     | Giancarlo Petrocco |
|    | Italia (bandiera)    | D     | Marco Polo         |
|    | Argentina (bandiera) | D     | Diego Raimondi     |
|    | Italia (bandiera)    | D     | Alessandro Turone  |
|    | Italia (bandiera)    | D     | Daniele Vetrugno   |